# José Luis Puente Domínguez
José Luis Puente Domínguez (31 de marzo de 1918-12 de febrero de 2006) fue un médico español, especializado en anatomía y patología quirúrgica. Se licenció en 1941 en Medicina y Cirugía por la Universidad de Santiago. Fue académico de número de la Real Academia Nacional de Medicina y presidente de la Asociación Española de Cirujanos (1982 a 1984).

## Biografía
Nació en Santiago de Compostela el 31 de marzo de 1918.
Fue licenciado en Medicina y Cirugía por la Universidad de Santiago en 1941 con Premio Extraordinario (Matrícula de Honor en todas las asignaturas). Alumno Interno de Anatomía (Prof. Echeverri) y Ayudante de Cirugía en el Servicio del Dr. Puente Castro, su padre, en el Hospital Provincial desde 1939 a 1942. Doctor en Medicina por la Universidad de Madrid (1944) con una tesis sobre "La cavidad medular de los huesos largos". Profesor Auxiliar de Anatomía en 1942.
Se trasladó a Viena, becado, y trabajó en el Instituto Anatómico del Prof. Eduard Pernkopf como "assistant". Años más tarde tradujo su monumental obra "Topographische Anatomie des Menschen" (6 tomos). En 1945 fue becado por el CSIC, para trabajar en el Instituto Anatómico y de Cirugía Experimental de Oporto con el profesor Hernani Monteiro, donde completó su formación investigadora.
Fue Catedrático de Anatomía en Salamanca en 1948 (a los 29 años) y posteriormente, por traslado, en 1952, catedrático de Histología en la Facultad de Medicina de la Universidad de Santiago de Compostela y de Patología Quirúrgica de la misma Facultad. En 1954 obtuvo la Cátedra de Cirugía de Santiago por unanimidad. Organizó el Departamento de Cirugía por Especialidades. De dicho departamento salieron seis Catedráticos de distintas especialidades quirúrgicas.
Hizo las oposiciones a cirujano de la Seguridad Social en 1960 obligado por el deficiente número de camas hospitalarias que ofrecía la Beneficencia. Fue Presidente de la Asociación Española de Cirujanos desde 1982 a 1984.- Fue también presidente de la Sociedad Española de Nutrición Parenteral y Enteral (SENPE) en 1982 Se jubiló en 1987 y desde entonces fue Profesor Emérito de la Universidad de Santiago, Miembro de Honor de las Academias de Medicina de Orense y Lugo y Académico Correspondiente de la Real Academia Nacional de Medicina antes de ser Académico de Número. Tomó posesión del sillón nº45 (Neurocirugía) de la Real Academia Nacional de Medicina el 21 de mayo de 1991 con un discurso de ingreso titulado La enseñanza de la cirugía.
Profesionalmente le interesó la patología biliar y de la mama (tema sobre el que tiene numerosas publicaciones). Trabajó como investigador principal en temas de citometría de tumores de colon y de mama.
Falleció en Santiago de Compostela el 12 de febrero de 2006.

## Premios y reconocimientos
- Académico de la Real Academia de Medicina y Cirugía de Galicia en 1966.
- Presidente de Honor y cofundador de la Sociedad Gallega de Patología Digestiva.[5]
- Medalla de Oro de la Sociedad Española de Patología Digestiva y de la Asociación Española de Cirujanos.
- Premio Virgili de la Sociedad Catalana de Cirugía en 1987.[6]
- Premio Castelao de la Junta de Galicia en 1990.[7]
- Primer Premio Novoa Santos de la Asociación de Médicos Gallegos en Madrid en 1996.[8]
- Medalla de Oro de la Sociedad Anatómica Española.